# Khor Fakkan
Khor Fakkan (arabisk: خَوْر فَكَّان; Khawr Fakkān) er en by og eksklave i Emiratet Sharjah i de Forenede Arabiske Emirater. Byen er beliggende på østkysten af FAE ud mod Omanbugten tæt ved grænsen til Oman og er helt omgivet af Emiratet Fujairah. Den har 39.151 (2015) indbyggere og er den næststørste by på østkysten af FAE efter byen Fujairah.
Khor Fakkan ligger ved Khor Fakkan-bugten og er hjemsted for Khor Fakkan Containerterminal, der er den eneste naturlige dybhavshavn i området og en af de store containerhavne i FAE. Byen er også en populær destination for indenlandske turister.
Fra 1903 til 1952 var Khor Fakkan en del af det selvstændige (ottende) emirat Kalba, der blev en del af Emiratet Sharjah i 1952.